# Pintor de Tarquinia RC 6847

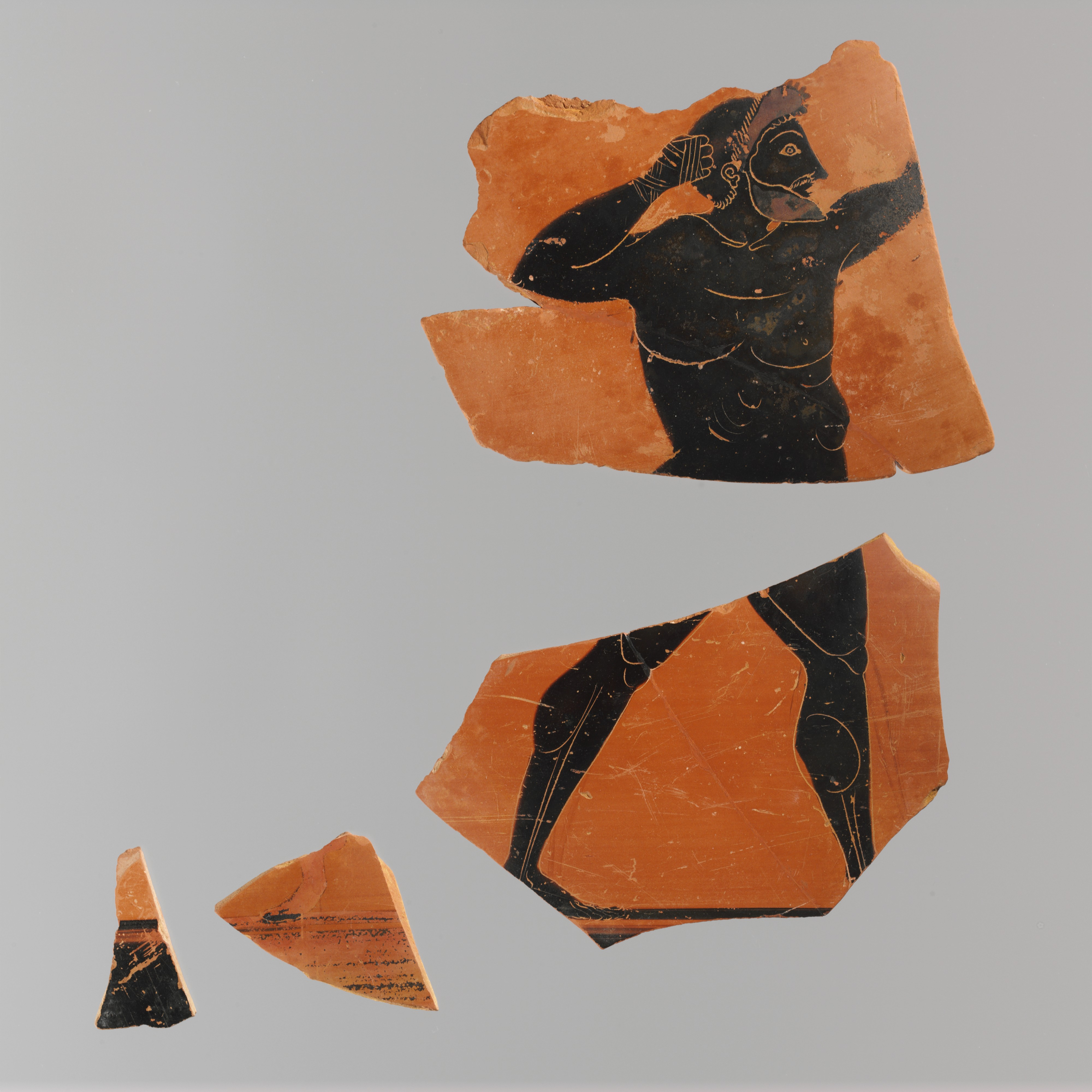
Fragmentos que representan a un boxeador, probablemente atribuidos al pintor de Tarquinia RC 6847. Museo Metropolitano de Arte, n.º de inv. 57.12.9a-d.

El Pintor de Tarquinia RC 6847 fue un pintor de vasos áticos de figuras negras del último periodo del estilo. Sus obras están datadas entre el 520 y el 510 a. C.
Estilísticamente es muy cercano al Pintor de Rycroft. Su vaso epónimo está en el Museo Arqueológico Nacional de Tarquinia  y muestra la lucha entre Apolo y Heracles por el trípode de Delfos. El motivo recuerda mucho a una hidria del Pintor de Madrid de la misma época. Las similitudes con los intentos de representar la anatomía humana y el movimiento realizados al mismo tiempo en el estilo de las figuras rojas son inconfundibles. 